# Кумба Яла
Ку́мба Яла́ (порт. Kumba Yalá; 15 березня 1953 — 4 квітня 2014) — державний діяч, президент Гвінеї-Бісау (2000–2003), був усунутий від влади в результаті військового перевороту. Належав до етнічної групи баланте, з 14 листопада 1980 року був лідером Партії соціального оновлення (ПСО). 2008 прийняв іслам та взяв нове ім'я Мухаммад Яла Ембало.

## Життєпис
Народився 1953 року. Вивчав богослов'я в Католицькому університеті в Лісабоні (Португалія). Після закінчення університету вивчав філософію та право. Розмовляв португальською, креольською, іспанською, французькою й англійською, умів читати латиною, грецькою та івритом. Працював викладачем філософії.
Програв вибори 1994 року Жуану Вієйра.
Після двох військових переворотів та кривавої громадянської війни здобув перемогу на виборах 2000 року. Після того як Яла прийшов до влади на нього було скоєно замах. Він приділяв особливу увагу відносинам із Сенегалом, Гвінеєю, Португалією та Францією. Невдовзі після свого обрання Яла заявив, що має намір звільнити до 60% держслужбовців та замінити їх членами власної політичної партії, а на початку 2001 звільнив трьох суддів Верховного суду. Національна Асамблея різко відреагувала на його нову ініціативу, підняла питання про імпічмент і змусила президента відмовитись від чистки апарату. У вересні 2003 року Кумба Яла був усунутий в результаті військового перевороту.
Помер 4 квітня 2014 року у військовому шпиталі від зупинки серця.